# فوينديتودوس
بلدية فوينديتودوس (بالإسبانية: Fuendetodos) هي بلدية تقع في مقاطعة سرقسطة التابعة لمنطقة أراغون شمال شرق إسبانيا.

## الديموغرافيا
بلغ عدد سكان بلدية فوينديتودوس 180 نسمة عام 2011 (وفقاً للمعهد الوطني الإسباني للإحصاء).
| 154 | 175 | 180 | 173 | 179 | 169 | 180 |

## أعلام
- فرانثيسكو غويا